# Generalštab NOV in PO Črne gore in Boko
Generalštab NOV in PO Črne gore je bilo vrhovno poveljstvo narodnoosvobodilne vojske in partizanskih odredov Črne gore.

## Zgodovina
Štab je bil ustanovljen oktobra 1941 kot GŠ NOPO za Crnu Goru i Boku. Razpuščen je bil junija 1942 zaradi odhoda proletarskih brigad. Julija 1943 je bil ponovno ustanovljen; dokončno je bil razpuščen 22. januarja 1944.

## Pripadniki
- poveljnik: Peko Dapčević
- politični komisar: Mitar Bakić

## Sestava
- Intendantura
- Odsek za vojne oblasti in zaledje
- Obveščevalni center
- Odseki:

- Sanitetni
- Tehnični
- Ekonomski